# Dolomedes fontus
Dolomedes fontus là một loài nhện trong họ Pisauridae.
Loài này thuộc chi Dolomedes. Dolomedes fontus được miêu tả năm 2008 bởi Tanikawa & Miyashita.